# Satkhira

Satkhira är en stad i sydvästra Bangladesh och är belägen i provinsen Khulna, nära gränsen mot Indien. Staden är provinsens tredje största och hade 113 322 invånare vid folkräkningen 2011, på en yta av 32,29 km². Satkhira blev en egen kommun 1889.